# McVeagh of the South Seas
McVeagh of the South Seas er en amerikansk stumfilm fra 1914 af Harry Carey og Cyril Bruce.

## Medvirkende
- Harry Carey som Cyril Bruce McVeagh
- Fern Foster som Liana
- Herbert Russelll som Pearly Gates
- Kathleen Butler som Nancy Darrell
- Jack Terry som Harmon Darrell